# Agrias pseudomauensis
Agrias pseudomauensis är en fjärilsart som beskrevs av Le Moult 1926. Agrias pseudomauensis ingår i släktet Agrias och familjen praktfjärilar. Inga underarter finns listade i Catalogue of Life.